# Impuesto sobre el patrimonio
El impuesto sobre el patrimonio, a veces también llamado impuesto sobre la riqueza o impuesto sobre la fortuna, es un impuesto que se aplica individualmente, no sobre ingresos anuales o transacciones, sino sobre el patrimonio personal de las personas físicas, y se calcula basándose en el valor de todos los bienes del sujeto. Se aplica a nivel nacional en algunos países del mundo. Sus partidarios alegan que ayuda a la redistribución de la riqueza, mientras que sus detractores señalan que no logra este objetivo y con frecuencia empobrece a los países por la expatriación de capitales.
Existe en algunos estados europeos, como Italia, Francia, España, Suiza, Noruega o Países Bajos.

## Países que lo aplican
- En Europa:
  -  España: el Impuesto sobre el Patrimonio en España se cobra a partir de 700 000 € con una exención por patrimonio inmobiliario de 300 000 € y con tasa entre 0,2% y 3.5% en 2018 (0% en la Comunidad de Madrid). Para los grandes patrimonios, los tipos impositivos en la mayor parte de España son los más altos de la OCDE, si bien en la práctica la mayoría de dichos grandes patrimonios no pagan el impuesto al estar empadronados en la Comunidad de Madrid, que no aplica este impuesto.[1] Por otro lado, el mínimo exento relativamente alto que tiene el impuesto allí donde se aplica exime de pagarlo a la gran mayoría de la población.
    - Andalucía, Cantabria y Galicia, del 0,24% al 3,03%
    - Asturias, del 0,22% al 3%
    - Baleares,  0,28% al 3,45%
    - Cataluña, del 0,21 al 2,75% a partir de 500 000 €,[2] exento vivienda habitual hasta 300 000 €, plan de pensiones, patrimonio histórico español, etc.[3]
    - Extremadura, del 0,3% al 3,75%
    - Región de Murcia, del 0,24% al 3%
    - Comunidad Valenciana, 0,25% al 3,12%

  -  Francia: mediante el Impuesto de solidaridad a la fortuna, se cobra a partir de 1,3 millones de euros, con tasa progresiva de 0,50% a 1,50%.[4] En 2007, recaudó € 4,07 mil millones, lo que representa el 1,4% de los ingresos totales.[5] Una actualización de este impuesto  ha empezado a aplicarse en enero de 2019, conocida como Impuesto sobre la Fortuna Inmobiliaria (IFI). Solo el patrimonio inmobiliario entra ahora en la base tasable con un desgravamen de 30% sobre la vivienda habitual.[6]
  -  Liechtenstein: con tasa de 0,07%
  -  Noruega: con tasas entre 0,9% y 1,1%[7]
  -  Suiza: solo en algunos cantones y comunas[8]
  -  Italia: se imponen dos impuestos a la riqueza. Uno, el IVIE, es un impuesto del 0,76% sobre los activos reales mantenidos fuera de Italia. Los valores de dichos activos se determinan por precio de compra o valor de mercado actual. Los impuestos a la propiedad pagados en el país donde existe el inmueble pueden compensar IVIE. Otro impuesto, IVAFE, es 0.15% y se aplica a todos los activos financieros ubicados fuera del país, incluido, en la medida en que el lenguaje parezca implicar, planes de pensiones individuales como 401 (k) e IRA en los EE. UU.[9]
  -  Países Bajos: Existe un impuesto llamado  vermogensrendementsheffing . Aunque su nombre ( impuesto a la renta de la riqueza ) sugiere que es un impuesto sobre el  rendimiento  de la riqueza. Califica como un impuesto a la riqueza, ya que el rendimiento real (ya sea positivo o negativo) no se tiene en cuenta en su cálculo. Hasta 2016 inclusive, la tasa se fijó en 1.2% (30% de impuestos sobre un rendimiento supuesto de 4%). A partir del año fiscal de 2017 en adelante, la tasa de impuestos progresa con la riqueza. Además del  vermogensrendementsheffing , los propietarios de bienes inmuebles pagan un impuesto llamado  onroerendezaakbelasting , que se basa en el valor estimado de los bienes inmuebles que poseen. Este es un impuesto local, recaudado por el ayuntamiento donde se encuentra la propiedad.
  -  Rusia: existe un impuesto sobre la propiedad para las empresas, que es recaudado por las entidades regionales de la Federación, y que por ley no puede superar el 2,2%. Aunque hace tiempo incluía distintos tipos de activos, actualmente tasa solamente los bienes inmuebles. Paralelamente existe otro impuesto sobre la propiedad para los individuos, que es fijado y recaudado por las entidades locales, dentro de los límites que marcan las leyes federales.[10]
- Otros países:
  -  Colombia: Según el nuevo artículo 294-3 del ET, creado con el artículo 36 de la reforma tributaria, el impuesto al patrimonio se genera por la posesión de patrimonio al 1 de enero de cada año por un valor igual o superior a 72.000 UVT. ($3.388.680.000 COP por 2024)
  -  Argentina: el Impuesto sobre los Bienes Personales se cobra a partir de 2.000.000 ARS con una tasa variable.[11]
  -  India: únicamente se aplica sobre bienes no productivos de renta (vehículos, joyas, inmuebles no alquilados, etc).[12]

## Países que lo han suprimido
Algunos países disponían de algún impuesto de este tipo que ha sido suprimido:
- Japón en 1953.
- Italia en 1992 (el ISF se convirtió en un impuesto sobre inmuebles, a excepción de la residencia principal y los terrenos agrícolas).
- Austria en 1994.
- Irlanda en 1997.
- Dinamarca en 1997.[13]
- Alemania en 1997.[14]
- Luxemburgo en 2006.[15]
- Finlandia en 2006.[16]
- Suecia: el impuesto sobre las fortunas de 1947 desapareció en 2007.[17]
- España: en 2008 no se suprime, se bonifica al 100% solo en la comunidad de Madrid, el resto de comunidades varían los máximos entre 2.75% y el 3.75%
- Grecia en 2009.
- El Salvador: fue deliberadamente suprimido en 1994, por el entonces Presidente Alfredo Cristiani, 7 años después de su implementación en 1987.
- Chile: en 1975 fue derogado en virtud del Decreto Ley N° 298 de 1974, luego de haberse instaurado en 1968 en virtud de la ley N° 17.073.

## Argumentos a favor
En general, existen cuatro argumentos a favor del impuesto: hace más justo el sistema fiscal, aumenta los ingresos del Estado, puede estimular el crecimiento económico (a corto plazo) y podría tener efectos sociales positivos al reducir la desigualdad.
Por lo que respecta a la justicia del sistema, en general se piensa que los impuestos que paga un ciudadano deben tener relación con su capacidad de pagarlos y el valor de sus propiedades suele reflejar su estatus socioeconómico. Puede además sustituir en parte a otros impuestos que son regresivos, como el impuesto al valor agregado (o impuesto sobre el valor añadido): este impuesto, por ejemplo, es siempre el mismo independientemente de que represente menos esfuerzo para un comprador que tiene mayores ingresos. Y, además, viene a sustituir al Impuesto sobre la Renta en personas con grandes patrimonios pero sin una renta como puede ser una nómina.
A favor del impuesto está también la idea de que el patrimonio neto de una persona es también una buena medida del grado en que se ha beneficiado de la infraestructura económica promovida y alimentada por las instituciones, que sustentan todos los contribuyentes. Por ejemplo, se puede afirmar que un rico inversionista o dueño de un negocio se ha beneficiado más que un ciudadano medio de la educación pública (tiene trabajadores cualificados), carreteras (para trasladar sus mercancías), pensiones y otros salarios sociales (para que haya capacidad de consumir sus productos), un poder judicial (que hace cumplir los acuerdos comerciales), la regulación financiera, los subsidios gubernamentales y rescates de empresas, etc…

## Argumentos en contra
En un artículo de Molly Moore para The Washington Post titulado "Old Money, New Money Flee France and Its Wealth Tax" se aducen los siguientes daños causados por el impuesto al Patrimonio en Francia: fuga de capitales, fuga de cerebros, pérdida de empleos y, además, una menor recaudación de impuestos. En dicho artículo se cita a Eric Pichet, el cual estima que los ingresos por este gravamen son de 2.600 millones de dólares al año, pero le cuestan a Francia más de 125.000 millones de dólares en fuga de capitales desde 1998.
Las principales objeciones al impuesto al patrimonio son: la valoración de activos ilíquidos como inmuebles, negocios privados, antigüedades, etc. puede ser arbitraria, las fluctuaciones de la riqueza en el tiempo, la posibilidad de que los gobiernos usen la inflación como medio para aumentar la recaudación de impuestos. Otra objeción que se hace a este impuesto es que se gravan bienes o capitales por los que ya se satisficieron impuestos en el momento de su adquisición.  [cita requerida]
Como consecuencia de las dificultades en la valoración del patrimonio y su administración, los impuestos al patrimonio tienen cierto coste de gestión. En el caso holandés, el coste porcentual que conlleva la gestión es de un 26% de los ingresos obtenidos, aproximadamente cinco veces mayor que en el caso del impuesto sobre la renta.